# Lijst van amfibieën in Sao Tomé en Principe

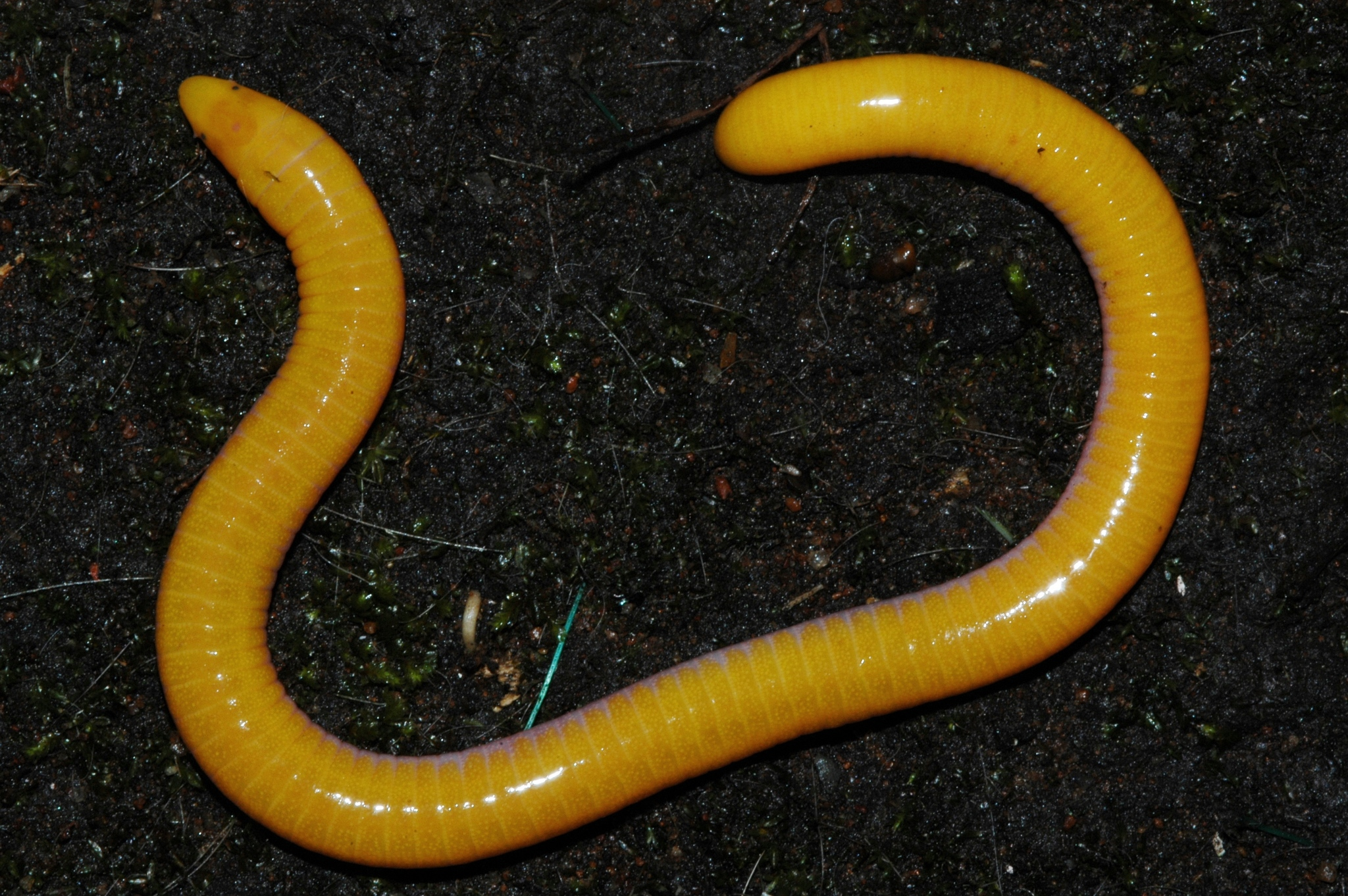
De bonte wormsalamander (Schistometopum thomense)

Op Sao Tomé en Principe komen 6 soorten amfibieën voor, die allen endemisch zijn. Onderstaand is een lijst van amfibieën weergegeven die voorkomen in Sao Tomé en Principe.

## Ordekikkers(Anura)
Familie Phrynobatrachus
- Phrynobatrachus dispar (endemisch in Sao Tomé en Principe, voorkomend op zowel Sao Tomé als Principe)[1][2][3]

Familie Ptychadenidae
- Ptychadena newtoni (endemisch op Sao Tomé)[1]

Familie Arthroleptidae
- Leptopelis palmatus (endemisch op Principe)[1]

Familie rietkikkers (Hyperoliidae)
- Hyperolius molleri (endemisch in Sao Tomé en Principe[1], voorkomend op zowel Sao Tomé als Principe)[4][5]
- Hyperolius thomensis (endemisch op Sao Tomé)[1][4]

## Ordewormsalamanders(Gymnophiona)
Familie Caeciliidae
- Bonte wormsalamander, Schistometopum thomense (endemisch op Sao Tomé)[6][7]